# Metaphycus chionaspidi
Metaphycus chionaspidi är en stekelart som först beskrevs av Jean Risbec 1951.  Metaphycus chionaspidi ingår i släktet Metaphycus och familjen sköldlussteklar. Inga underarter finns listade i Catalogue of Life.